# Cláudio Adão
Cláudio Adão (Volta Redonda, Río de Janeiro, 2 de julio de 1955) es un exfutbolista y entrenador brasileño que se desempeñaba como delantero.

## Trayectoria
Su primer club como profesional fue el Santos en 1972. En este club fue el autor de uno de los goles en la victoria sobre Ponte Preta en la despedida de Pelé en Vila Belmiro en 1974 siendo calificado en aquel tiempo por la prensa deportiva brasileña como “El Sucesor de Pelé”, pero una grave lesión lo alejaría de las canchas por varios meses.
Tras superar esta lesión fue fichado por el Flamengo a pedido del entrenador Claudio Coutinho continuando una extensa carrera que se prolongó más de 20 años jugando por más de 20 clubes tanto en su país natal como también en Portugal, Austria, Perú y Emiratos Árabes Unidos marcando en su carrera 591 goles.
Tras su retiro como futbolista dirigió a los clubes Volta Redonda, Rio Branco y Duquecaxiense en Brasil y al Sport Boys de Perú.

## Clubes

### Como futbolista
| País                              | Club             | Año       |
| --------------------------------- | ---------------- | --------- |
| Bandera de Brasil                 | Santos           | 1972-1976 |
| Bandera de Brasil                 | Flamengo         | 1977-1980 |
| Bandera de Brasil                 | Botafogo         | 1980      |
| Bandera de Austria                | Austria Viena    | 1980      |
| Bandera de Brasil                 | Fluminense       | 1980-1981 |
| Bandera de Brasil                 | Vasco da Gama    | 1981-1982 |
| Bandera de Emiratos Árabes Unidos | Al-Ain           | 1983      |
| Bandera de Portugal               | Benfica          | 1983      |
| Bandera de Brasil                 | Flamengo         | 1983      |
| Bandera de Brasil                 | Botafogo         | 1984      |
| Bandera de Brasil                 | Bangu            | 1984-1985 |
| Bandera de Brasil                 | Vasco da Gama    | 1985      |
| Bandera de Brasil                 | Bahía            | 1986-1987 |
| Bandera de Brasil                 | Cruzeiro         | 1987      |
| Bandera de Brasil                 | Portuguesa       | 1987      |
| Bandera de Brasil                 | Botafogo         | 1988      |
| Bandera de Brasil                 | Corinthians      | 1989      |
| Bandera de Perú                   | Sport Boys       | 1990      |
| Bandera de Brasil                 | Bahía            | 1991      |
| Bandera de Brasil                 | Campo Grande     | 1991      |
| Bandera de Brasil                 | Ceará            | 1992-1993 |
| Bandera de Brasil                 | Santa Cruz       | 1993      |
| Bandera de Brasil                 | Volta Redonda    | 1993      |
| Bandera de Perú                   | Deportivo Sipesa | 1993      |
| Bandera de Brasil                 | Rio Branco       | 1994      |
| Bandera de Brasil                 | Volta Redonda    | 1995      |
| Bandera de Brasil                 | Desportiva       | 1995      |
| Bandera de Brasil                 | Volta Redonda    | 1996      |

### Como entrenador
| País              | Club                                 | Año  |
| ----------------- | ------------------------------------ | ---- |
| Bandera de Perú   | Sport Boys                           | 1997 |
| Bandera de Brasil | CSA                                  | 2001 |
| Bandera de Brasil | Volta Redonda                        | 2006 |
| Bandera de Brasil | Metropolitano                        | 2007 |
| Bandera de Brasil | Ferroviário do Cabo                  | 2009 |
| Bandera de Brasil | Duquecaxiense                        | 2010 |
| Bandera de Brasil | Legião                               | 2012 |
| Bandera de Brasil | Fútbol playa de Athletico Paranaense | 2012 |
| Bandera de Brasil | Mixto                                | 2013 |

## Palmarés

### Campeonatos regionales
| Título              | Club          | País           | Año  |
| ------------------- | ------------- | -------------- | ---- |
| Campeonato Paulista | Santos        | São Paulo      | 1973 |
| Campeonato Carioca  | Flamengo      | Río de Janeiro | 1978 |
| Campeonato Carioca  | Flamengo      | Río de Janeiro | 1979 |
| Campeonato Carioca  | Fluminense    | Río de Janeiro | 1980 |
| Campeonato Carioca  | Vasco da Gama | Río de Janeiro | 1982 |
| Campeonato Baiano   | Bahia         | Bahía          | 1986 |
| Campeonato Baiano   | Bahia         | Bahía          | 1987 |
| Campeonato Baiano   | Bahia         | Bahía          | 1991 |
| Campeonato Cearense | Ceará         | Ceará          | 1993 |

### Campeonatos nacionales
| Título               | Club          | País     | Año     |
| -------------------- | ------------- | -------- | ------- |
| Copa de Austria      | Austria Viena | Austria  | 1979-80 |
| Primeira Divisão     | Benfica       | Portugal | 1983-84 |
| Campeonato Brasileño | Corinthians   | Brasil   | 1991    |

### Distinciones individuales
| Distinción                                  | Año  |
| ------------------------------------------- | ---- |
| Máximo goleador de los Juegos Panamericanos | 1975 |
| Goleador de la Primera División del Perú    | 1990 |